# Schöpfwerk Alte Kinsach
Das Schöpfwerk Alte Kinsach ist ein unter Denkmalschutz stehendes Bauwerk für den Hochwasserschutz an der Donau in der Stadt Bogen.
Das Schöpfwerk liegt als Alleinlage in der Gemarkung Oberalteich an der Mündung der Alten Kinsach. Es wurde 1947 errichtet, um die Binnenentwässerung des Deichhinterlandes im Hochwasserfall sicherzustellen. Die Abflüsse der beiden angebundenen Vorfluter Alte Kinsach und Dunkgraben werden bei niedrigen und mittleren Wasserspiegeln über ein Siel östlich des Schöpfwerkgebäudes als Freispiegeldurchlass in die Donau weitergeleitet. Bei Hochwasser wird das Siel geschlossen und zwei Pumpen mit einer maximalen Gesamtfördermenge von 2,45 m³/s fördern das Wasser der Vorfluter über einen Druckschacht in die Donau. Der zulässige Binnenwasserspiegel liegt hier bei 313,13 m ü. NN und damit 3 Zentimeter über Mittelwasser der Donau an dieser Stelle.

## Architektur und Geschichte
Das zweigeschossige Massivgebäude hat eine Grundfläche von etwa 80 Quadratmetern bei einem nahezu quadratischen Grundriss. 

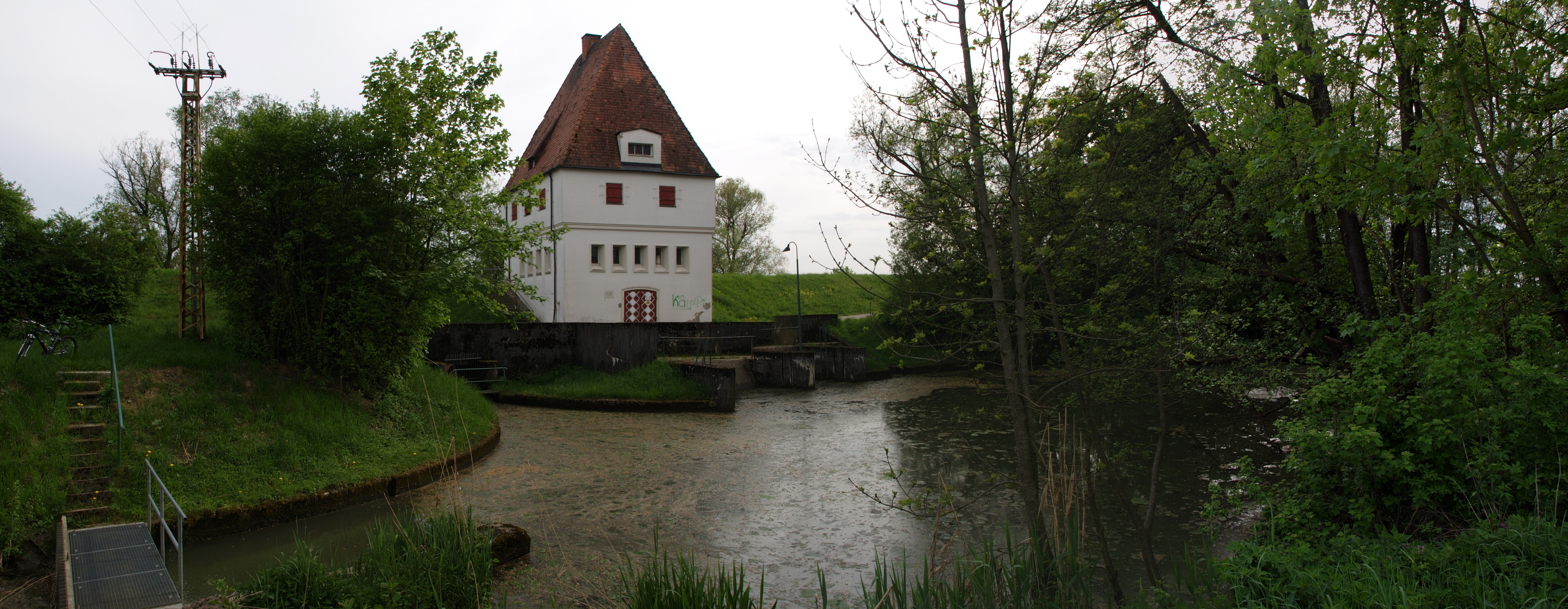
Mahlbusen des Schöpfwerks Alte Kinsach

Das Erdgeschoss ist in die binnenseitige Böschung des Deichs gebaut und bildet die Pumpenkammer. Der Zugang zur Pumpenkammer erfolgt vom Hinterdeichweg. Im Obergeschoss befindet sich eine Wärterwohnung. Ihr Zugang erfolgt von der Deichkrone her, die über eine seitlich neben dem Gebäude laufende Treppe erreicht wird. Das steile Walmdach verleiht dem Gebäude einen turmähnlichen Gesamteindruck. Es ist mit Biberschwänzen gedeckt und durch Schleppgauben belichtet und wurde zuletzt 2017 saniert. Aus der Bauzeit stammt auch der Mahlbusen. Zwischen ihm und dem Gebäude liegt der Hinterdeichweg, auf dem der Donau-Radweg verläuft. Die beiden Pumpen stammen nicht mehr aus der Bauzeit der Anlage, sie wurden 1984 und 1989 erneuert. Das Schöpfwerk wurde am 13. Juli 2010 vom Bayerischen Landesamt für Denkmalpflege unter Denkmalschutz gestellt.
Da die aktuelle Pumpleistung nicht ausreicht und in der vorhandenen Anlage nicht entsprechend ausgebaut werden kann, ist ein Neubau etwa hundert Meter westlich des Bestands mit 8 m3/s Pumpleistung in Planung. Das bestehende Gebäude samt Mahlbusen soll als Baudenkmal, aber ohne technische Funktion, erhalten bleiben.